# Tigard
Tigard är en stad i Washington County i Oregon. Vid 2010 års folkräkning hade Tigard 48 035 invånare.